# Riner
Riner és un municipi de la comarca del Solsonès i, alhora, una de les cinc entitats de població o pobles que hi ha al municipi. El centre de major atracció del municipi és el conjunt del Santuari del Miracle, capital del municipi.

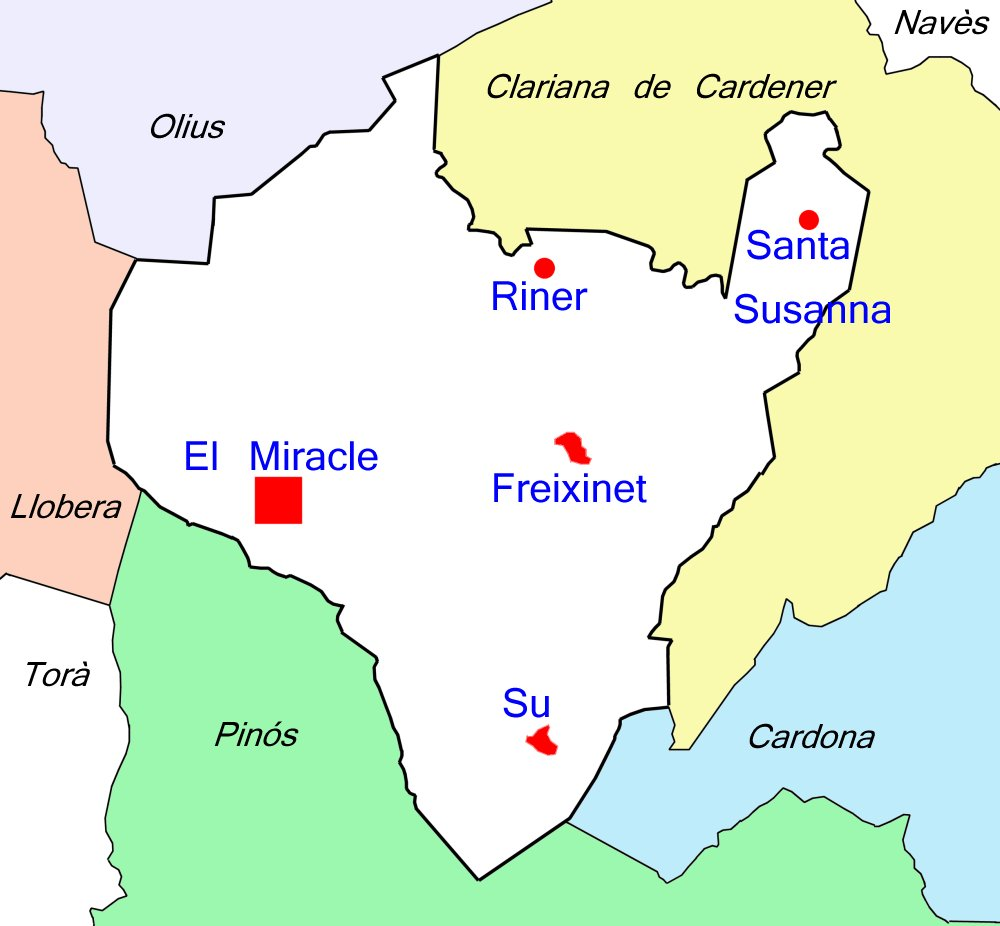
Mapa del municipi amb les seves entitats de població i els municipis limítrofs.

| Entitat de població | Habitants (2023) |
| Freixinet           | 108              |
| el Miracle          | 59               |
| Su                  | 48               |
| Santa Susanna       | 31               |
| Riner               | 21               |
| Font: Idescat       |                  |

## Geografia
- Llista de topònims de Riner (Orografia: muntanyes, serres, collades, indrets..; hidrografia: rius, fonts...; edificis: cases, masies, esglésies, etc)

### Situació i límits
El municipi de Riner està situat al sud-est de la comarca del Solsonès. Els límits del seu terme municipal són:
- Pel nord-oest limita amb el municipi d'Olius.
- Pel nord-est i l'est limita amb el municipi de Clariana de Cardener.
- Pel sud-est limita amb el municipi de Cardona (Bages).
- Pel sud limita amb el municipi de Pinós.
- Per l'oest limita amb el municipi de Llobera.

### Orografia

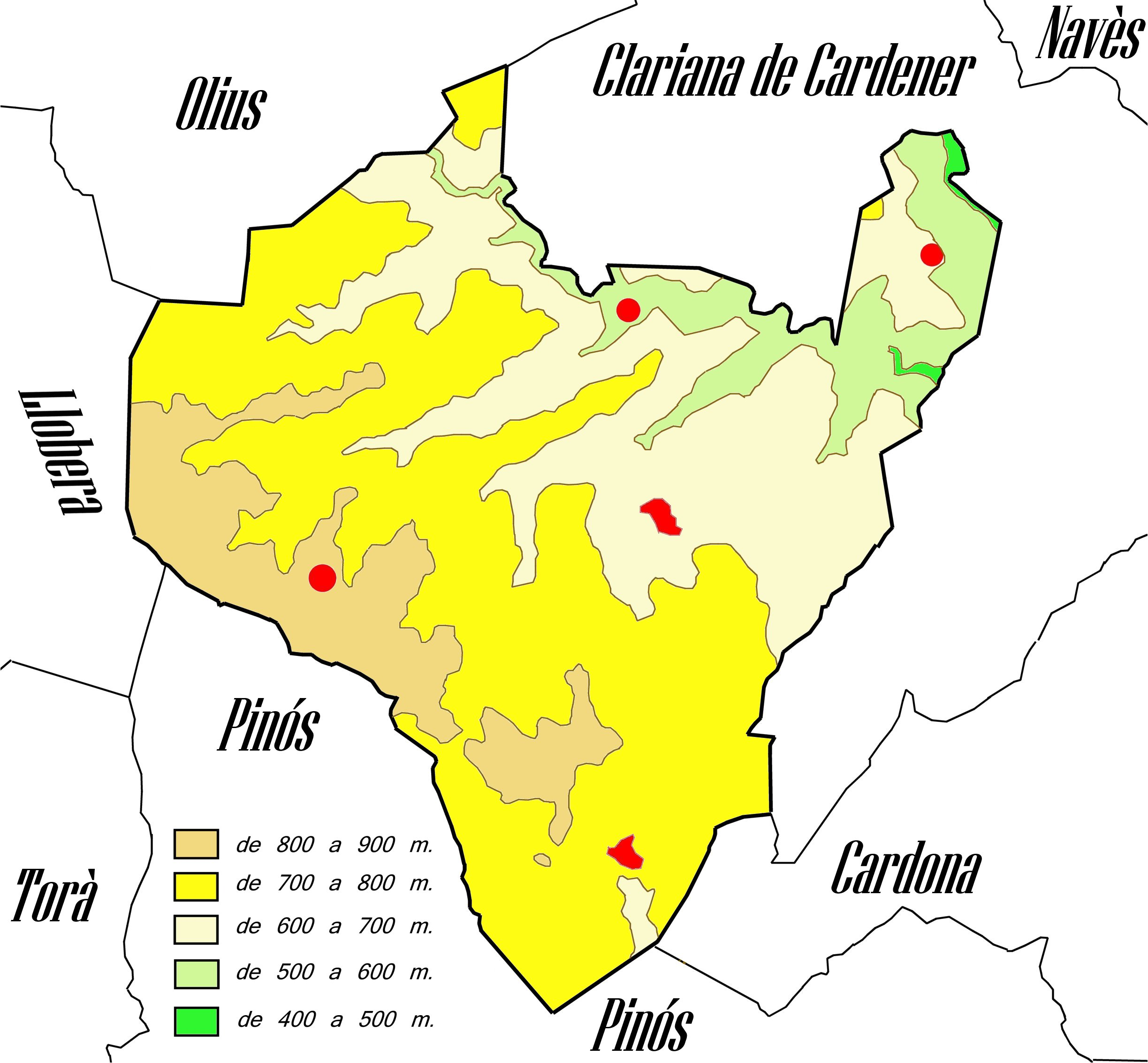
Mapa orogràfic del municipi.

La major part del municipi de Riner forma part de l'altiplà del Solsonès. Així doncs, bona part del seu territori té unes altituds compreses entre els 600 m. i els 900 m. i només les valls del riu Negre que travessa d'oest a est la part septentrional del terme municipal i una petita porció de la vall del Cardener situada a l'extrem nord-est del terme municipal tenen altituds inferiors al 600 m.
Aquest altiplà presenta una inclinació del sud cap al nord. És, per tant la banda sud del municipi la més alçarosa i on es troba la màxima altitud del terme municipal, el tossal del Piu, que assoleix els 865,7 metres d'altitud. Per contra, la cota més baixa del terme municipal es troba al punt on el Cardener surt del municipi (469 metres d'altitud).
En aquest altiplà les serralades hi són escasses. Al Nomenclàtor oficial de toponímia major de Catalunya Arxivat 2008-05-13 a Wayback Machine. se n'hi inclouen tres: la Serra, la Serra de Bàlius i el Serrat Llarg. A banda d'aquestes tres, però, cal fer esment d'El Serrat, d'El Tossal i de la Serra del Solà.
Els turons, en canvi, no són tan escassos; el citat Nomenclàtor inclou els següents: les Turoneres, el Roc del Cóm, Sant Diumenge, Sant Gabriel i el ja citat Tossal del Piu.

### Hidrografia

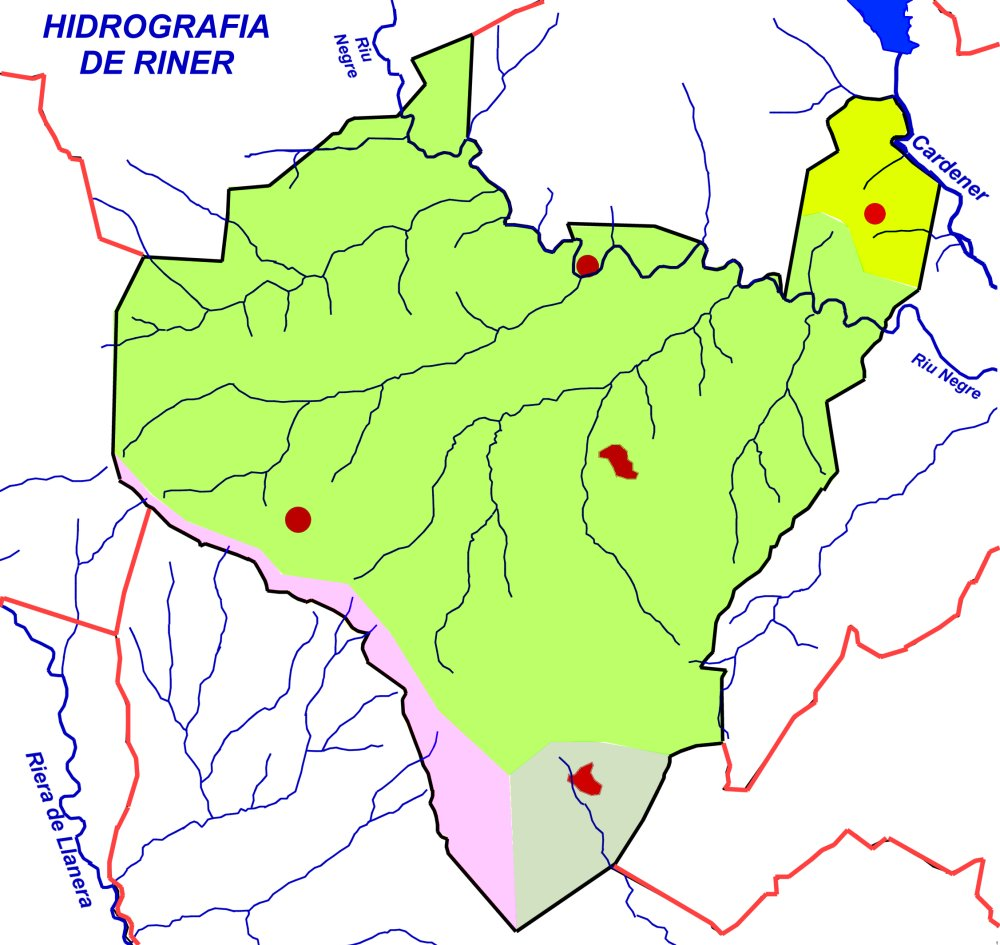
Mapa hidrogràfic de Riner

A excepció d'una estreta franja del terme municipal situada a l'extrem sud-occidental que aboca les aigües pluvials a la conca de la Riera de Llanera (⇒ Riubregós ⇒ Segre), la resta del municipi pertany a la conca del Cardener. Una petita porció del terme situada a l'extrem nord-oriental (sota la presa del Pantà de Sant Ponç) ho fa directament. Una altra extensió de forma triangular situada a l'extrem meridional al voltant del poble de Su, ho fa mitjançant la capçalera de la Riera de Matamargó (⇒ Riera de Salo ⇒ Cardener) i la resta del terme municipal ho fa escolant les seves aigües cap al Riu Negre (⇒ Cardener)
En total, el terme municipal és recorregut (de manera íntegra o parcialment) per un total de 122 cursos fluvials que sumen una longitud de 99,96 km.
| Conques                     | Extensió (en km² | Quantitat de cursos fluvials | Total km de xarxa | Cursos destacables |
| --------------------------- | ---------------- | ---------------------------- | ----------------- | --- |
| Riera de Llanera            | 3,5              | 19                           | 7,06              | ⊙ Barranc de Gangolells ⊙ Rasa de la Rovira |
| Cardener                    | 1,7              | 4                            | 1,70              | ⊙ Rasa de Font Salada ⊙ Rasa del Clot de la Cometa ⊙ Rasa de Sant Miquel |
| Cardener-Riera de Matamargó | 3,2              | 10                           | 7,11              | ⊙ Riera de Matamargó |
| Cardener-Riu Negre          | 38,7             | 122                          | 89,81             | ⊙ Riu Negre ⊙ Rasa de Torredeflot ⊙ Rasa de Guardiola ⊙ Rasa de la Solana ⊙ Rasa de l'Alzina ⊙ Rasa de Tracs ⊙ Rasa del Jepet ⊙ Rasa de l'Estany ⊙ Rasa del Borràs ⊙ Rasa de Vivets ⊙ Rasa de l'Avellanosa ⊙ Rasa de Font Rodona ⊙ Rasa de Freixinet ⊙ Rasa del Clot de Solerbrocó ⊙ Rasa de Villorbina ⊙ Rasa de Vilanrosa ⊙ Rasa d'Anglerill |

### Demografia
| 1497 f | 1515 f | 1553 f | 1717 | 1787 | 1857 | 1877 | 1887 | 1900 | 1910 |
| ------ | ------ | ------ | ---- | ---- | ---- | ---- | ---- | ---- | ---- |
| 48     | 53     | 52     | 246  | 462  | 801  | 519  | 585  | 471  | 477  |

| 1920 | 1930 | 1940 | 1950 | 1960 | 1970 | 1981 | 1990 | 1992 | 1994 |
| ---- | ---- | ---- | ---- | ---- | ---- | ---- | ---- | ---- | ---- |
| 489  | 580  | 540  | 545  | 458  | 356  | 280  | 280  | 255  | 255  |

| 1996 | 1998 | 2000 | 2002 | 2004 | 2006 | 2008 | 2010 | 2012 | 2014 |
| ---- | ---- | ---- | ---- | ---- | ---- | ---- | ---- | ---- | ---- |
| 276  | 278  | 286  | 276  | 273  | 274  | 300  | 292  | 294  | 281  |

| 2016 | 2018 | 2020 | 2022 | 2024 | 2026 | 2028 | 2030 | 2032 | 2034 |
| ---- | ---- | ---- | ---- | ---- | ---- | ---- | ---- | ---- | ---- |
| -    | 261  | 263  | 280  | 262  | -    | -    | -    | -    | -    |

| Evolució demogràfica |            |            |            |                   |                   |                   |       |
| Any                  | Nucli urbà | Nucli urbà | Nucli urbà | Poblament dispers | Poblament dispers | Poblament dispers | Total |
| Any                  | Homes      | Dones      | Total      | Homes             | Dones             | Total             | Total |
| 2000                 | 0          | 0          | 0          | 10                | 3                 | 13                | 13    |
| 2001                 | 0          | 0          | 0          | 9                 | 3                 | 12                | 12    |
| 2002                 | 0          | 0          | 0          | 8                 | 3                 | 11                | 11    |
| 2003                 | 0          | 0          | 0          | 8                 | 3                 | 11                | 11    |
| 2004                 | 0          | 0          | 0          | 8                 | 3                 | 11                | 11    |
| 2005                 | 0          | 0          | 0          | 8                 | 2                 | 10                | 10    |
| 2006                 | 0          | 0          | 0          | 8                 | 4                 | 12                | 12    |
| 2007                 | 0          | 0          | 0          | 7                 | 4                 | 11                | 11    |
| 2008                 | 0          | 0          | 0          | 6                 | 6                 | 12                | 12    |
| Font: INE            |            |            |            |                   |                   |                   |       |